# Kinas genforening i 1928
Kinas genforening i 1928, bedre kendt i kinesisk historie som Nordøst Flag-udskiftning (kinesisk: 東北易幟|s=东北易帜), henviser til, at Zhang Xueliang den 29. december 1928 dekreterede, at udskifte samtlige flag for Beiyang-regeringen i Manchuriet med nationalistregeringens flag for derved at markere, at Kina nu var samlet i én stat efter den forudgående kinesiske borgerkrig.

## Baggrund
I april 1928 var Chiang Kai-shek blevet genindsat som hærfører for Den nationale Revolutionshær, hvilken stilling han havde trukket sig fra tidligere efter at have påtaget sig ansvarer for spaltningen af KMT under det første nordkinesiske felttog i 1926–1927. Han fortsatte med det andet nordkinesiske felttog og nærmede sig Peking i slutningen af maj. Beiyang-regeringen i Peking blev tvunget til at gå af som følge af, at Zhang Zuolin overlod Peking for at vende tilbage til Manchuriet, men blev myrdet i Huanggutun af den japanske Kwantung-arme. Manchuriet forblev imidlertid på Fengtian-klikens hænder og vedblev at udhænge Beiyang-regeringens flag. De endelige mål for felttoget var således ikke opfyldte.

## Forløbet
Straks efter, at Zhang Zuolin var død, vendte Zhang Xueliang tilbage til Shenyang for at overtage sin faders gamle stilling. Den 1. juli indgik Zhang Xueliang en våbenhvile med den nationale revolutionshær og erklærede, at han ikke ville blande sig i landets genforening. Japanerne var utilfredse med dette skridt og forlangte, at Zhang skulle erklære Manchuriet et selvstændigt land. Zhang Xueliang nægtede at imødekomme det japanske krav og fortsatte genforeningsprocessen. Den 3. july ankom Chiang Kai-shek til Peking og meødtes her med udsendinge fra Fengtian-kliken for at drøfte en fredelig løsning. Disse drøftelser afspejlede de modstridende interesser mellem USA og Japan om graden af indflydelse i kinesiske anliggender, efter som USA støttede Chiang Kai-shek i dennes genforeningsbestræbelser med Manchuriet. Under pres fra USA og Storbritannien forblev Japan isoleret i dette spørgsmål. Den 29. december tilkendegav Zhang Xueliang så, at samtlige flag i Manchuriet skulle skiftes ud og godkendte den nationalistiske regerings overherredømme. To dage senere udpegede nationalistregeringen Zhang som leder af Nordøstarmeen. Kina var hermed for en kort stund formelt genforenet.

## Betydning
Begivenheden spillede utvivlsomt en rolle for, at Japan i 1931 invaderede Manchuriet og i 1932 fik udvirket udråbelsen af den nye selvstændige stat Manchukuo.